# 가지가야 화물 터미널역
가지가야 화물 터미널 역(일본어: 梶ヶ谷貨物ターミナル駅 かじがやかもつターミナル[*])은 일본 가나가와현 가와사키시 미야마에구에 있는 일본화물철도 무사시노 선의 역이다.

## 개요
무사시노 선의 화물 전용 구간, 통칭 무사시노 남선의 유일한 중간역(신호장인 신쓰루미 신호장을 제외할 경우)으로, 터널과 터널 사이의 짧은 지상 구간에 설치된 일부 고가역이다. 섬식의 화물 승강장이 있는 외에 도합 15개선이 있다. 구내 선로 구조는 입석리역과 비슷하게 통과 본선이 남쪽 끝에 위치해 있고, 이어 시종착 열차의 착발선, 측선, 적하선과 승강장, 측선의 순으로 늘어서 있다. 주된 취급 품목은 컨테이너이며, 그 외 폐기물 취급도 가능하여, 가와사키 시의 생활 쓰레기를 운송하는 열차인 크린 가와사키 호(クリーンかわさき号)가 1일 1왕복 운행되고 있다.

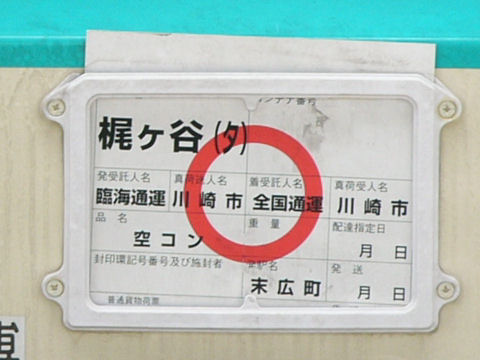
크린 가와사키 호의 화차 차표
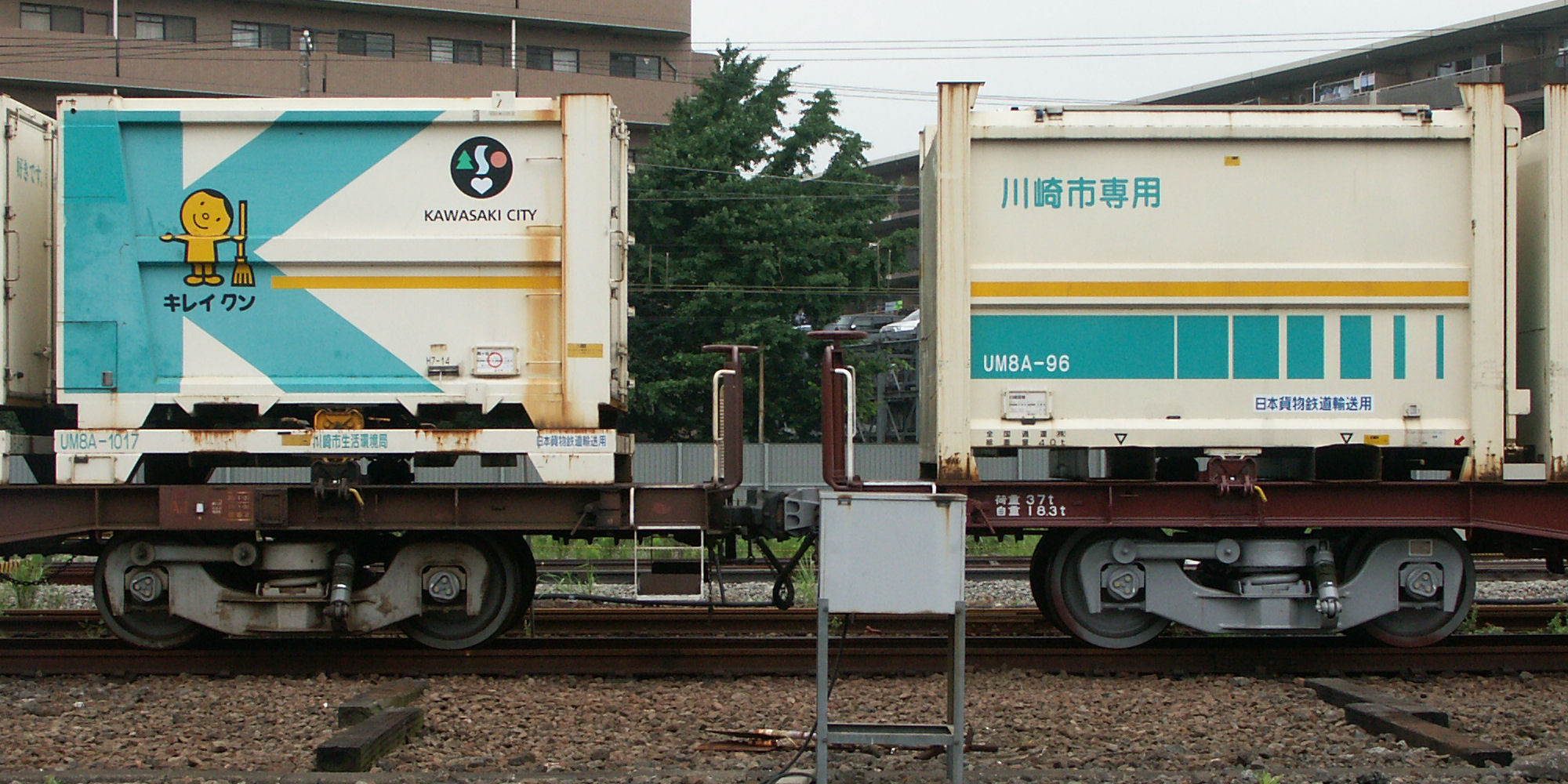
크린 가와사키 호의 컨테이너
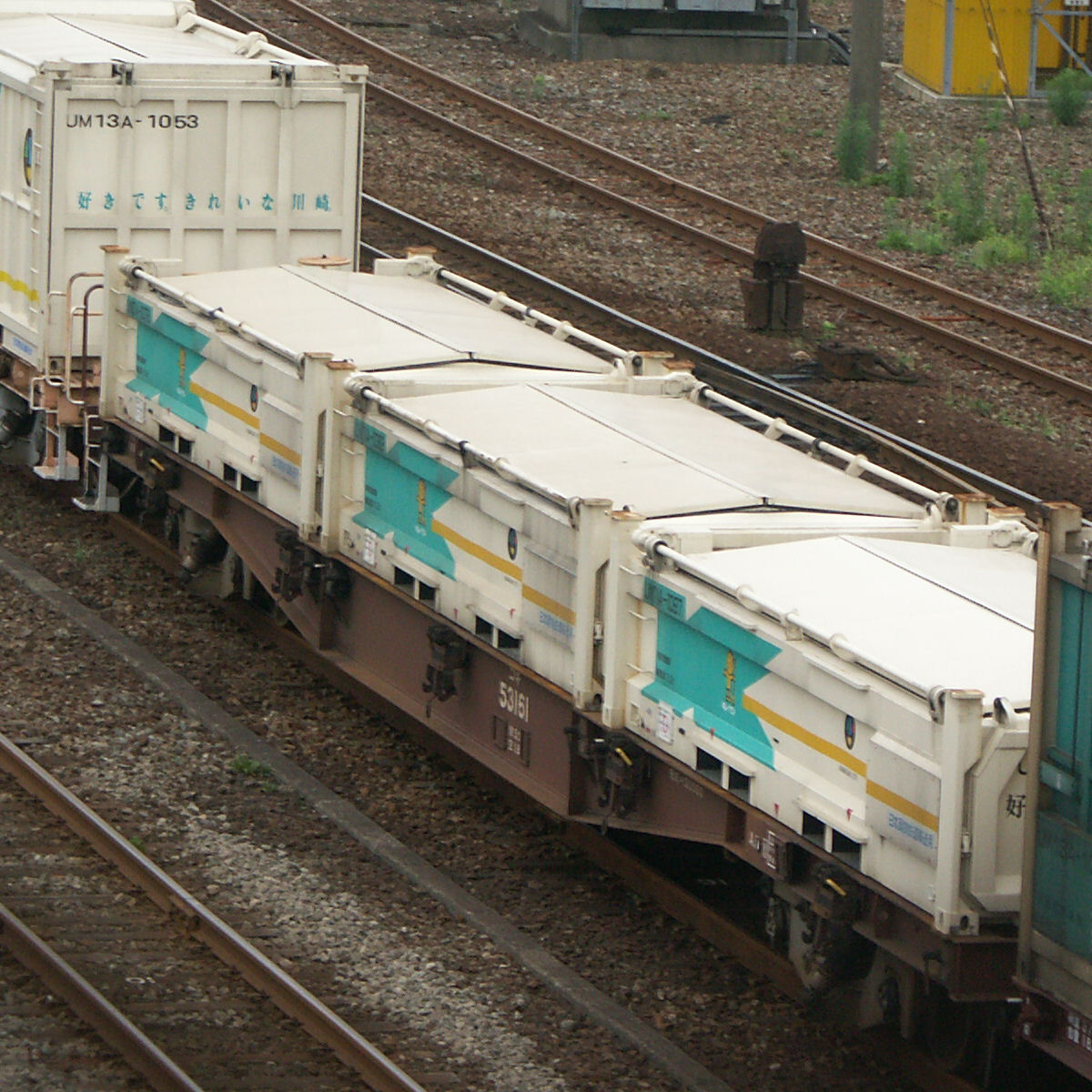
크린 가와사키 호의 컨테이너

## 같이 보기
- 고보로역 : 마찬가지로 터널과 터널 사이의 짧은 지상구간에 설치된 역